# Centralna tibetanska administracija
Tibetanska vlada u egzilu (tibetski: བོད་མིའི་སྒྲིག་འཛུགས་, Vajli: bod mi'i sgrig 'dzugs, : Bömi Drikdzuk, ˈpʰỳmìː ˈʈìʔt͡sùʔ, u prevodu Tibetanska narodna organizacija u egzilu) tibetanska je izabrana parlamentarna vlada sa sedištem u Daramšali, Indija. Sastoji se od sudske, zakonodavne i izvršne vlasti. Centralna tibetanska administracija se takođe naziva i Tibetanska vlada u egzilu. Od svog formiranja 1959. godine, Kina nije zvanično priznala Centralnu tibetansku administraciju. Tibetanska dijaspora i izbeglice podržavaju Centralnu tibetansku administraciju glasanjem za članove parlamenta, predsednika i godišnjim finansijskim doprinosima korišćenjem „Zelene knjige”. Centralna tibetanska administracija takođe prima međunarodnu podršku od raznih organizacija i pojedinaca.
Unutrašnja struktura Centralne tibetanske uprave je državna. Ona tvrdi da „nije dizajnirana da preuzme vlast na Tibetu”; nego će biti raspuštena „čim se sloboda vrati na Tibet” u korist vlade koju su Tibetanci formirali unutar Tibeta. Pored političkog predstavljanja, autor je izveštaja i saopštenja za štampu i upravlja mrežom škola i drugih kulturnih aktivnosti za Tibetance u Indiji. Dana 11. februara 1991. godine, Centralna tibetanska administracija postala je osnivački član Organizacije nezastupljenih nacija i naroda (UNPO) na ceremoniji održanoj u Palati mira u Hagu, Holandija.

## Pozicija na Tibetu
Teritorijom Tibeta upravlja Narodna Republika Kina, što je situacija koju Centralna tibetanska administracija smatra nelegitimnom okupacijom. Stav CTA-a je da je Tibet posebna država sa dugom istorijom nezavisnosti. Stav Narodne Republike Kine je da je Kina multietnička i da su Tibetanci među priznatim nacijama, da je centralna vlada Kine (tokom svojih raznih inkarnacija) kontinuirano imala suverenitet nad Tibetom više od 700 godina, da Tibet nije bio nezavisan, već da je njegova de facto nezavisnost između 1912. i 1951. nije bila „ništa drugo do fikcija imperijalista koji su u modernoj istoriji počinili agresiju na Kinu“.

## Finansiranje
Finansiranje Centralne tibetanske administracije uglavnom dolazi iz privatnih donacija prikupljenih uz pomoć organizacija poput Tibetskog fonda, prihoda od Zelene knjige („pasoš Tibetanaca u egzilu”), i pomoći vlada poput Indije i SAD.
Godišnji prihod Centralne tibetanske administracije zvanično iznosi 22 miliona (mereno u američkim dolarima), s najvećim udelom u političkim aktivnostima (7 miliona dolara) i administraciji (4,5 miliona dolara). Međutim, prema Majklu Bakmanu, ove sume su „izuzetno niske” za ono što organizacija tvrdi da čini, i stoga verovatno prima još milione drugih donacija. CTA ne potvrđuje takve donacije ili njihove izvore.
Sjedinjene Države su takođe finansirale CTA u pojedinim periodima. Prema kineskom izvoru, između 1964. i 1968, SAD su obezbeđivale 1,735 miliona dolara svake godine. U oktobru 1998, CTA je izjavila da je tokom 1960-ih od Centralne obaveštajne službe primala 1,7 miliona američkih dolara godišnje.
Godine 2012, u SAD je usvojen Zakon o tibetanskoj politici iz 2002. godine za subvencionisanje CTA. Godine 2016, Američka agencija za međunarodni razvoj (USAID) dodelila je bespovratna sredstva u iznosu od 23 miliona američkih dolara CTA.
Godine 2017, američki predsednik Donald Tramp predložio je da se zaustavi pomoć CTA-u 2018. Trampov predlog žestoko su kritikovali članovi Demokratske stranke poput Nensi Pelosi i kopredsedavajući dvostranačke Tom Lantosove komisije za ljudska prava Džim Makgovern. U februaru 2020. na godišnjem nacionalnom molitvenom doručku, Pelosi se molila dok je Tramp prisustvovao; „Pomolimo se za Pančen Lamu i sve tibetanske budiste u zatvoru u Kini ili nestale zbog praktikovanja njihove vere”.

## Sedište
Sjedište Centralne tibetanske uprave je u Makleod Gandžu, Daramšala, Indija. Ova organizacija predstavlja narod čitave Autonomne regije Tibet i provincije Ćinghaj, kao i dve tibetanske autonomne prefekture i jedan tibetanski autonomni okrug u provinciji Sičuan, jedan tibetanski autonomni okrug i jedan tibetanski autonomni okrug u provinciji Gansu i jedan tibetanski autonomni okrug u provinciji Junan - sve od kojih CTA naziva „Istorijski Tibet”.
CTA se brine o dobrobiti tibetanske zajednice prognanika u Indiji, koja broji oko 100.000. Organizacija održava škole, zdravstvene službe, kulturne aktivnosti i projekte ekonomskog razvoja za tibetansku zajednicu. Više od 1.000 izbeglica i dalje svake godine stiže iz Kine, obično preko Nepala.

### Zelena knjiga
Tibetanci koji žive izvan Tibeta mogu u kancelariji Centralne tibetanske administracije u zemlji prebivališta da podnesu zahtev za lični dokument pod nazivom Zelena knjiga, koji služi kao knjiga primanja za „dobrovoljne priloge” te osobe za CTA i evidencija o njihovim zahtevima za „Tibetansko državljanstvo”.
U tu svrhu, CTA definiše Tibetanca kao „bilo koju osobu rođenu na Tibetu ili bilo koju osobu sa jednim roditeljem koji je rođen na Tibetu”. Kako tibetanskim izbeglicama često nedostaju dokumenti o mestu rođenja, ispunjavanje uslova obično se utvrđuje intervjuom.

### Plava knjiga
Plava knjiga ili Partnerstvo za tibetansku solidarnost je projekat Centralne tibetanske administracije, u kojem CTA izdaje bilo kom pristalici Tibeta, koji ima 18 godina ili više, Plavu knjigu. Ova inicijativa omogućava pristalicama Tibeta širom sveta da daju novčane priloge za pomoć administraciji u pružanju podrške obrazovnim, kulturnim, razvojnim i humanitarnim aktivnostima vezanim za tibetansku decu i izbeglice. Knjiga se izdaje u raznim kancelarijama CTA širom sveta.

## Unutrašnja struktura
Centralna tibetanska administracija trenutno deluje u skladu sa „Poveljom Tibetanaca u egzilu”, usvojenom 1991. Izvršnu vlast ima Sikjong (poznat i kao predsednik), funkcija koju trenutno vrši Lobsang Sangaj, koji je izabran 2011. Sikjonga podržava kabinet ministara, koji je odgovoran za specifične portfelje. Zakonodavna vlast pripada parlamentu Centralne tibetanske administracije.
Odeljenje za finansije Centralne tibetanske uprave sastoji se od sedam odeljenja i nekoliko posebnih kancelarija. Do 2003. godine poslovalo je sa 24 preduzeća, uključujući izdavaštvo, hoteli i kompanije za distribuciju rukotvorina.
U vreme njenog osnivanja 1959. godine, 14. Dalaj Lama je bio predsedavajući Centralne tibetanske administracije. Tokom narednih decenija izvršen je postepeni prelazak na demokratsko upravljanje. Prvi izbori za parlament u izgnanstvu održani su 2. septembra 1960. Položaj Sikjonga je kasnije osnažen, tako da deli izvršnu vlast sa Dalaj Lamom. Sikjonga je u početku imenovao Dalaj Lama, ali počev od 2001. godine tibetanski glasači u egzilu demokratski izabraju za ovu poziciju. Prvi izabrani Sikjong bio je 62-godišnji budistički monah Lobsang Tenzin (poznatiji kao Samdhong Rinpoče), na mesto predsednika CTA. Dana 10. marta 2011. godine, Dalaj Lama je predložio izmene povelje o izgnanstvu kojima bi se uklonio njegov autoritet u organizaciji. Ove promene su ratifikovane 29. maja 2011. godine, što je rezultiralo time da je Sikjong postao najviši nosilac funkcije.

### Kabinet
Među značajnim prošlim članovima kabineta su Gjalo Tondup, najstariji brat Dalaj Lame, koji je obavljao dužnost predsedavajućeg kabineta i ministra bezbednosti, i Jecun Pema, mlađa sestra Dalaj Lame, koja je obavljala funkcije ministra zdravlja i obrazovanja. Lobsang Njandak Zajul koji je služio kao predstavnik 14. Dalaj Lame u Americi i višestruki član vlade. On je trenutno predsednik Tibetskog fonda.

## Naselja
Centralna tibetanska administracija, zajedno sa indijskom vladom, izgradila je u Indiji više od 45 „naselja” za tibetanske izbeglice prema podacima iz 2020. godine. Osnivanje naselja za ponovno naseljavanje i rehabilitaciju (TRR) započelo je 1966. godine,‍:120, 127–131 a TRR naselja u Južnoj Indiji, Dardžilingu i Sikimu su postala zvanično „zaštićena područja” i neophodne su posebne dozvole za ulazak.‍:120

## Napomene
1. ↑  кин: 美国政府的一份解密文件显示，1964至1968年，美国给予达赖集团的财政拨款每年达173.5万美元，其中包括给达赖喇嘛个人津贴18万美元  "A declassified document from the U.S. government shows that from 1964 to 1968, the U.S. financial allocation to the Dalai Group amounted to $1.735 million per year, including a personal allowance of $180,000 to the Dalai Lama."

## Literatura
- Roemer, Stephanie (2008). The Tibetan Government-in-Exile. Routledge Advances in South Asian Studies. Abingdon, Oxon: Routledge. ISBN 9780415586122.
- Goldstein, Melvyn C. (1978). „Ethnogenesis and resource competition among Tibetan refugees in South India: A new face to the Indo-Tibetan interface”.  Ур.: Fisher, James F. Himalayan Anthropology: The Indo-Tibetan Interface. Walter de Gruyter. стр. 395—420.
- Römer, Stephanie (2008). The Tibetan Government-in-Exile: Politics at Large. Routledge. стр. 150—152.